# デイヴィッド・ペック・トッド
デイヴィッド・ペック・トッド（David Peck Todd, 1855年3月19日 -  1939年6月1日）は、アメリカ合衆国の天文学者。

## 経歴
ニューヨーク州のレイクリッジに生まれた。1870年からコロンビア大学、その後アマースト大学にうつり1875年に卒業。
1875年から1878年までアメリカ海軍天文台、1878年から1881年までアメリカ編暦局助手、アマースト大学では1881年から1917年まで教授と付属天文台長を務め、名誉教授となる。1882年から1887年の間は近隣のスミス大学の天文学ならびに高等数学の教授として教えている。
博士号は1888年にワシントン&ジェファソン大学（英語）より取得。

## 天文学界の功績ほか
スミス大学（1886–1888）とアマースト大学（1903–1906）両校の天文台建設を指揮し、1907年にはペルー標準時の設定を行った。1882年の金星の日面通過の観測では、台長を拝命したリック天文台において史上初の写真観測を行った。皆既日食の観測隊に何度も参加し、1887年と1896年には日本での観測を行った。
トッドの参加した天文観測隊には以下のものがある（日付はいずれも現時時間）。
- 1878年07月29日 - テキサスでの日食観測 (en)
- 1887年08月19日 - 日本での日食観測 (en)[注釈 1]
- 1889年、1890年 - 西アフリカの科学調査隊
- 1896年08月09日 - 日本でのアマースト大学日食観測隊 (en)[注釈 2]
- 1900年05月28日 - トリポリでのローウェル日食観測隊 (en)
- 1901年 - オランダ領東インド諸島でのアマースト大学日食観測隊
- 1907年 - アンデスでの火星観測（ローウェル隊）
- 1905年08月30日 - トリポリでの日食観測
- 1914年08月21日 -ロシアでの日食観測
- 1918年06月08日 - フロリダでの日食観測

そのほか、1919年5月29日にブラジルとアルゼンチンで日食観測を行った。
火星の衛星フォボスのクレーターにトッドの名前が付けられたほか、小惑星(511)ダビダはトッドの名から、(510)メイベラにはトッドの妻の名から命名された。

### 栄誉
アメリカ天文学会ならびにワシントン科学哲学協会 (PSW Science)、ジャパン・ソサエティー会員であった。アメリカ科学振興協会およびフランス・シェルブールの自然科学物理学協会 Society of Natural and Physical Sciences、リマ地理学協会 Sociedad Geografica de Lima（リマ）のそれぞれフェローに迎えられた。
1896年、日本での教育の功績により明治天皇から賜杯を授けられる。

## 私生活
トッドは1879年にメイベル・ルーミス・トッドと結婚するが、メイベルは詩人のエミリー・ディキンソンの兄でアマーストの町の要人だったオースティン・ディキンソン と不倫関係に陥った。トッド自身も妻の恋愛を認識していたといい、大学では公然の秘密であった。メイベルとオースティンの不倫は関係者に確執を残し、エミリー・ディキンソンの死後の詩の出版・研究に大きな影響を与えた。そのため、メイベルとオースティンが交わした書簡は1984年にポリー・ロングワースによって出版されている。

## 著作
代表作は、"Astronomy: The Science of the Heavenly Bodies"（1922年）である。"Stars and Telescopes" ほか短編を著し、寄稿も多く手がけたほか、”Columbian Knowledge Series” の編集者として刊行に立ち会う。主な著書は次のとおり。
- United States Naval Observatory (アメリカ海軍天文台); David Peck Todd ; Marie Charles Théodore de Damoiseau de Monfort, Baron (モンフォール男爵マリー・シャルル・セオドア・ドゥ・ダモワゾ). 1876. "A Continuation of De Damoiseau's Tables of the Satellites of Jupiter, to the year 1900". Washington: By D.P. Todd. OCLC 504194407　『ドゥ・ダモワゾ式による金星の衛星周期表・至1900年』
  - Todd, David Peck. 2016. "Continuation of de damoiseau's tables of the satellites of jupiter, to the year 1900" ... (classic reprint). [Place of publication not identified]: FORGOTTEN Books. (復刻版) ISBN 9781334030628
- Todd, David Peck. 1880. Preliminary account of a speculative and practical search for a trans-Neptunian planet. Washington: Nautical Almanac Office (アメリカ編暦局). OCLC 637516641　「海王星横断の惑星を探査に関する推論かつ実際の予備的解説」
- Todd, David Peck. 1880. Observations of the transit of Mercury, 1878, May 6, including a systematic search for a satellite, and measures of the diameter of the planet.  「1878年5月6日の水星の通過の観測、衛星の体系的な探査ならびに惑星の直径の測定」Washington: Salem Press. OCLC 637516681 アメリカ科学振興協会 『サラトガ会議予稿集』28、1879年8月。
- Todd, David Peck. 1880. On a mechanical attachment for equatorial mountings to facilitate sweeping in right ascension. Washington: [出版社不明].  OCLC 637516594  Proceedings of the American Academy.　「機械的付属品を用いた赤道儀の正確な角度調整について」『American Academy 予稿集』
- Todd, David Peck. 1881. On the use of the electric telegraph during total solar eclipses. Washington: [出版社不明]. OCLC 637516581　「皆既月食中の電信の使用について」
- Todd, David Peck. 1881. 「1874年12月8日-9日の金星日過のアメリカ撮影写真から導き出す太陽視差」（英語）『American Journal of Science』第21巻、1881年6月。  OCLC 637516617
- Todd, David Peck. n.d. 『1882年リック天文台で行われた金星日過の観測記録』（英語） New Haven: Tuttle. OCLC 84125448
- Todd, David Peck. 1883. 「ハミルトン山のリック天文台で行われた1882年金星日過の観測記録」（英語）『American Journal of Science』第25巻。[Amherst, Mass]: ローレンス天文台 [Lawrence Observatory]. OCLC 933432932
- Todd, David Peck. 1885. 「ハミルトン山のリック天文台」(英語). [発行地不明]: [出版社不明]. OCLC 682090318
- 『1889年1月1日の皆既日食観測の手引き』(英語)、The Observatory, 1888年。
- Todd, David Peck. 1888年「日本における1887年の日食観測報告（予稿）」（英語） Amherst, Mass: Observatory. OCLC 633950564
  - Todd, David Peck. 2016年. 『1887年日食観測日本踏査：1887年の皆既日食観測報告（予稿）』（英語） (復刻版). [出版地不明]: FORGOTTEN Books. ISBN 9781333541149
- Todd, David Peck. 1889. 『1889年1月1日の皆既月食中に撮影された太陽コロナ：コロナの構造』（英語） (Publication / Smithsonian Institution, 692) Washington: スミソニアン協会 OCLC 636319456
- 『データ集（天文学系中心）：1893年4月16日の皆既日食観測に用いる天文台選択を鑑みる』、（英語）アマースト天文台、1893年。
- "A new astronomy"、London: S. Low, Marston and Co.、1897年。American book company版 OCLC 458323509
  - "A new astronomy"、1906年。
- "Astronomy : the science of the heavenly bodies"、Harper、1922年。トッド生前の版。
  - Todd, David P. ; Menzel, Donald Howard "The story of the starry universe : the science of astronomy, the size, motions, relative positions and other phenomena of the heavenly bodies"、P. F. Collier & son、1954年。メンゼルによるトッド没後の改訂版。